# Рік Кота (монета)
«Рік Кота́» — пам'ятна монета номіналом 5 гривень, випущена Національним банком України, присвячена року Кота, одній із тварин східного календаря.
Монету введено в обіг 1 грудня 2022 року. Вона належить до серії «Східний календар».

## Опис монети та характеристики
| Номінал грн. | Метал      | Маса, г | Діаметр, мм | Якість виготовлення       | Гурт     | Тираж, штук                                        |
| ------------ | ---------- | ------- | ----------- | ------------------------- | -------- | -------------------------------------------------- |
| 5            | нейзильбер | 16,54   | 35,0        | спеціальний анциркулейтед | рифлений | 80 000 (у тому числі 30 000 у сувенірній упаковці) |

### Аверс
На аверсі монети розміщено: угорі — малий Державний Герб України, праворуч від якого напис півколом «УКРАЇНА»; на дзеркальному тлі по колу зображені 12 символів східного календаря, у центрі кола — стилізований годинник зі стрілкою, що вказує на кролика — символ року, під стрілкою — «2023»; унизу ліворуч напис півколом «5 ГРИВЕНЬ»; на матовому тлі зображені стилізовані під українську витинанку символи кожної пори року: сніжинка (угорі), квітка (праворуч), ягода (унизу), листок (ліворуч); логотип Банкнотно-монетного двору Національного банку України (ліворуч від символу кролика).

### Реверс
На реверсі монети зображено стилізований символ східного календаря 2023 року — кролика, якого оточують по колу стилізовані символи, притаманні кожній порі року: сніжинки (угорі праворуч), квітки (унизу праворуч), плоди (унизу ліворуч), гілки (угорі ліворуч).

30 000 монет із загального тиражу було випущено у буклетах

## Автори

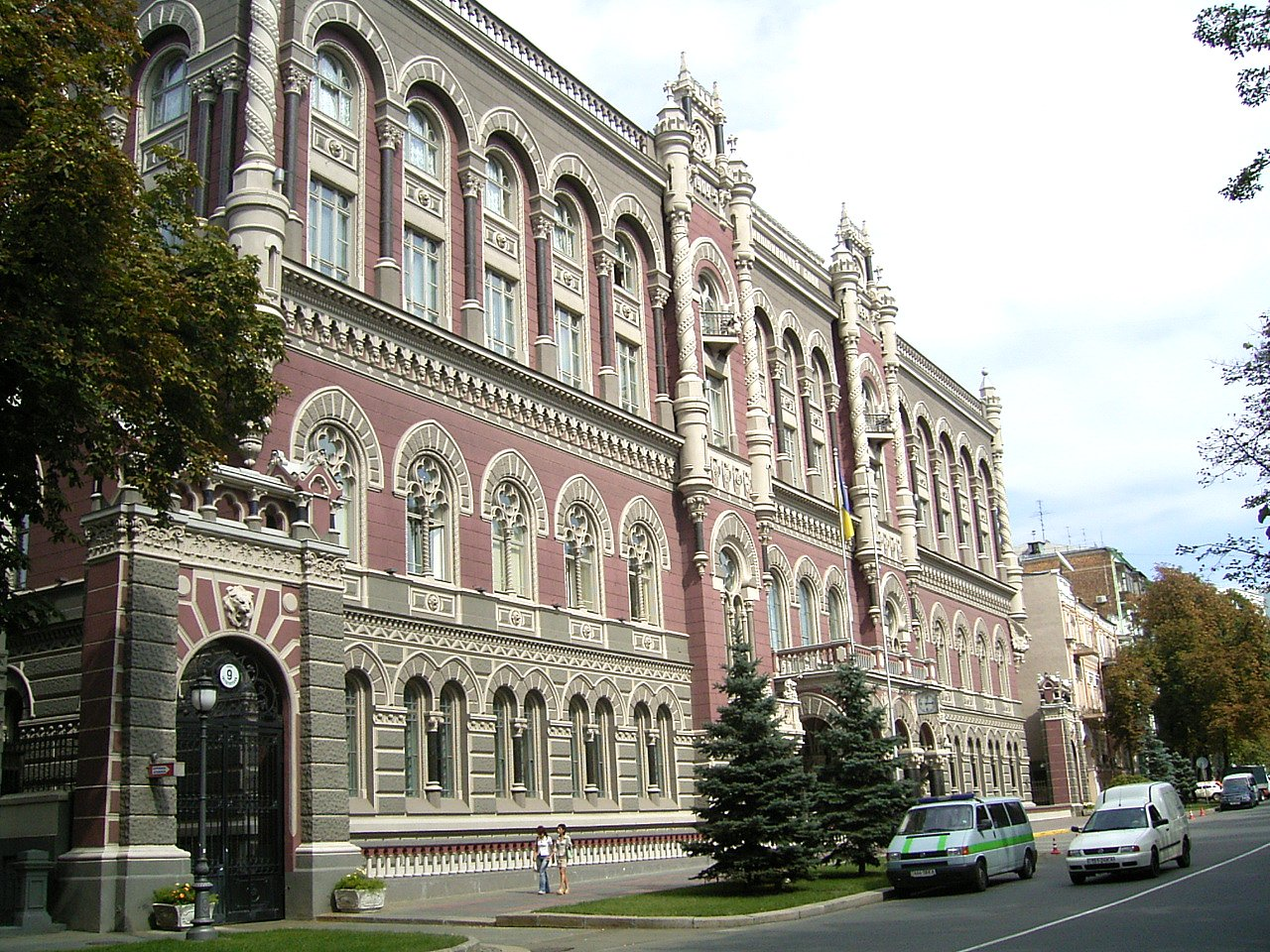
Будівля Національного банку України

- Художник — Куц Марина.
- Скульптор — Іваненко Святослав.

## Вартість монети
Під час введення монети в обіг 2022 року, Національний банк України реалізовував монету за ціною 84 гривні (116 гривень у буклеті).
Фактична приблизна вартість монети, з роками змінювалася так:
| Рік        | 2023 | 2024 | 2025 |
| ---------- | ---- | ---- | ---- |
| Ціна, грн. | 130  | 160  | 200  |